# Kate Allenby
Kate Allenby, född den 16 mars 1974 i London, Storbritannien, är en brittisk idrottare inom modern femkamp.
Hon tog OS-brons i damernas moderna femkamp i samband med de olympiska tävlingarna i modern femkamp 2000 i Sydney.